# مراد تپه (درگز)
مراد تپه مربوط به دوره تاریخی است و در شهرستان درگز، مجاور شهر لطف‌آباد واقع شده و این اثر در تاریخ ۱۲ شهریور ۱۳۸۵ با شمارهٔ ثبت ۱۷۵۷۷ به‌عنوان یکی از آثار ملی ایران به ثبت رسیده‌است.